# Dundee (Oregon)
Dundee (/ˈdʌndiː/) è un comune (city) degli Stati Uniti d'America della contea di Yamhill nello Stato dell'Oregon. La popolazione era di 3,162 persone al censimento del 2010.

## Geografia fisica
Secondo lo United States Census Bureau, ha un'area totale di 1,35 miglia quadrate (3,50 km²).
Dundee si trova due miglia a sud-ovest della città di Newberg.

## Storia
Il primo ufficio postale dell'area si chiamava Ekins, e fu fondato nel 1881. Dundee prende questo nome in onore del luogo di nascita di William Reid, che veniva da Dundee, in Scozia. Reid si trasferì in Oregon nel 1874 per fondare la Oregonian Railway, ed espanse la ferrovia verso la parte occidentale della Willamette Valley. L'ufficio postale di Ekins chiuse nel 1885 e un nuovo ufficio postale aprì nel 1887, chiamato "Dundee Junction". Il nome derivava dai piani per costruire un ponte sul fiume Willamette per la ferrovia, che avrebbe richiesto un incrocio a Dundee tra la ferrovia a ovest e la nuova ferrovia a est. Il ponte non fu mai costruito, tuttavia, e l'ufficio postale fu rinominato "Dundee" nel 1897.

## Società

### Evoluzione demografica
Secondo il censimento del 2010, c'erano 3,162 persone.

### Etnie e minoranze straniere
Secondo il censimento del 2010, la composizione etnica della città era formata dal 91,2% di bianchi, lo 0,4% di afroamericani, l'1,2% di nativi americani, l'1,4% di asiatici, lo 0,2% di oceaniani, il 3,1% di altre razze, e il 2,6% di due o più etnie. Ispanici o latinos di qualunque razza erano il 10,4% della popolazione.